# صلاح الدين وحيد
صلاح الدين وحيد (بالإندونيسية: Salahuddin Wahid)‏ المعروف بالعامية باسم جوس سولاه. هو باحث وسياسي إسلامي من إندونيسيا. ينتمي لعائلة نهضة العلماء، وكان الشقيق الأصغر للرئيس الإندونيسي عبد الرحمن وحيد. عمل في المجلس الاستشاري الشعبي للبلاد (1998-1999)، ونائب رئيس اللجنة الوطنية لحقوق الإنسان (2002-2004). خلال انتخابات الرئاسة الإندونيسية 2004 حل ثانيًا في سباق انتخابات نائب الرئيس.

## سيرته
بعد تخرجه من دراساته، عمل وحيد في الهندسة المعمارية وكان له مناصب قيادية في شركات المقاولات، لكنه ترك هذه الأدوار بعد الأزمة المالية الآسيوية. بين عامي 1998 و1999 عمل وحيد في مجلس الشعب الاستشاري. في أعقاب سقوط سوهارتو تم إنشاء أحزاب سياسية متعددة كانت مرتبطة بحزب الاتحاد الوطني، بما في ذلك حزب الصحوة الوطني وحزب أمة الصحوة. انضم شقيق صلاح الدين الرئيس اللاحق عبد الرحمن وحيد إلى حزب الصحوة الوطني، بينما انضم صلاح الدين إلى حزب أمة الصحوة. شارك الاثنان في المناقشات العامة التي نشرتها صحيفة ميديا إندونيسيا خلال أكتوبر 1998 حول موضوع رؤية والدهما للبلاد. جادل دور جادل بأن هاسيم أيد بانكاسيلا (أيديولوجية الدولة في إندونيسيا)، بينما جادل صلاح الدين بأنه يدعم دولة قائمة على الإسلام. وحيد غادر حزب أمة الصحوة في سبتمبر 1999.
في عام 1999 ترشح وحيد لرئاسة نهضة العلماء. احتل المركز الثالث في الجولة الأولى من التصويت، لكنه انسحب من الجولة الثانية. في وقت لاحق في عام 2002 أصبح نائب رئيس اللجنة الوطنية لحقوق الإنسان. في المنظمة قاد فريقًا يحقق في أنتهاكات ويرانتو ضد حقوق الإنسان في تيمور الشرقية في أعقاب استفتاء الاستقلال عام 1999، والذي أصدر في نهاية المطاف استنتاجًا يبرئ مسؤولية ويرانتو عن انتهاكات كبيرة. كما قاد فرق البحث عن الحقائق المتعلقة بانتهاكات حقوق الإنسان أثناء أعمال الشغب التي اندلعت في مايو 1998 وفي معسكرات بورو.
اختار ويرانتو فيما بعد وحيد لمنصب نائب الرئيس في الانتخابات الرئاسية الإندونيسية عام 2004. يمثل وحيد حزب الصحوة الوطني، الذي كان في تحالف مع حزب العمال الإندونيسي الذي دعم ترشيح ويرانتو، استقال وحيد من اللجنة المركزية لجمعية نهضة العلماء من أجل المشاركة في الانتخابات. احتلت وحيد المرتبة الثالثة بحصوله على 22.15 في المائة من الأصوات، مما حال دون تقدمها في جولة الإعادة التي فاز بها لاحقًا سوسيلو بامبانج يودويونو ويوسف كالا. من عام 2006 حتى وفاته اعتنى وحيد بمدارس بيسنترين التي أسسها جده.

### وفاته
في يناير من عام 2020 خضع وحيد لعملية استئصال في مستشفى هارابان كيتا للقلب في جاكرتا. تم إدخاله لاحقًا إلى المستشفى لأنه أبلغ عن مشكلات عقب الإجراء الطبية، والذي تطلب إجراء عملية جراحية في 31 يناير. لم تتحسن حالته بعد الجراحة وتوفي في الساعة 20.55 بالتوقيت المحلي في 2 فبراير. تم نقل جثته في صباح يوم 3 فبراير إلى جومبانج، حيث أقيم له جنازة في فترة ما بعد الظهر. ودفن في مقابر تيبورينغ، في نفس المجمع بالقرب من والديه وجده وأخيه الراحل عبد الرحمن وحيد.

## آراءه
وحيد دعا جمعية نهضة العلماء لتجنب السياسة. كما دعا إلى حماية أتباع الأحمدية - الذين يواجهون الاضطهاد في إندونيسيا - ودعا الحكومة إلى الاستفادة من الدستور وقوانين البلاد بدلاً من فتاوى مجلس العلماء الإندونيسيين كنقطة مرجعية. صرح وحيد أيضًا أنه على الرغم من اعتقاده شخصيًا أن حركة الأحمدية كانت خاطئة من الناحية اللاهوتية، إلا أنه لا يمكن حل المنظمة إلا إذا انتهكت القوانين، ويجب أن يتم الحل من خلال الوسائل القانونية بدلاً من الضغط من الجماعات الدينية.